# 白枕蓝鸦
白枕蓝鸦（学名：Cyanocorax cyanopogon）是一種鸦科蓝鸦属鳥類，亦为巴西的特有种。全球活动范围约为3,070,000平方千米。该物种的保护状况被评为无危。
白枕蓝鸦的平均体重约为146.0克。栖息地包括亚热带或热带的湿润低地林和亚热带或热带的旱林。